# The Stranger (film 1914)
The Stranger è un cortometraggio muto del 1914. Non si conosce il nome del regista che non viene riportato nei credit del film.

## Produzione
Il film fu prodotto dalla White Star Film Company (Balboa Amusement Producing Company).
Venne girato a Long Beach (California)

## Distribuzione
Distribuito dalla Box Office Attractions Company, il film - un cortometraggio in tre bobine presentato da William Fox - uscì nelle sale cinematografiche statunitensi nel novembre 1914.